# Der Fuchs von Paris
Der Fuchs von Paris ist ein im besetzten Frankreich des Jahres 1944 spielender, deutscher Spielfilm von 1957. Unter der Regie von Paul May spielen Martin Held und Hardy Krüger die Hauptrollen.

## Handlung
Zweiter Weltkrieg 1944, im von der deutschen Wehrmacht besetzten Paris, unmittelbar vor der Landung der Alliierten in der Normandie. Im deutschen Hauptquartier beraten General Quade und Generaloberst von der Heinitz die militärische Lage. Beide Männer erwarten in Kürze die Landung der Alliierten an der französischen Küste. Hitlers Befehl, bis zum letzten Blutstropfen zu kämpfen und dabei sinnlos das Leben deutscher Soldaten zu opfern, erweckt in den beiden verantwortungsbewussten Offizieren immer mehr den Willen zum Widerstand. In diese Situation platzt Quades Neffe Hauptmann Fürstenwerth hinein. Er kommt soeben von seinem Einsatz an der Ostfront in Russland. Rasch weiht Quade seinen Neffen ein, nachdem dieser ebenfalls die Aussichtslosigkeit eines Endkampfs im Falle einer amerikanisch-britischen Landung in Frankreich einsieht. Der vierte Vertraute im Bunde ist der General Quade unterstellte Major von der Abwehr, Wedekind. Aus Berlin ist der scharfmacherische Oberst Toller eingetroffen, der die Durchführung von Hitlers Befehl überwachen soll.
Fürstenwerth möchte die Zeit in Paris dazu benutzen, ein wenig auszuspannen und die schrecklichen Ereignisse an der Ostfront vergessen zu machen. Als er in Zivilkleidung im Schlosspark von Versailles spazieren geht, rettet er ein kleines Kind vor dem Ertrinkungstod. Die hübsche Französin Yvonne beobachtet den Vorfall, und beide lernen sich kennen. Klitschnass von oben bis unten, wird der junge Mann von Yvonne mit in ihr Vaterhaus genommen, damit er sich dort trocknen könne. Bei aller Reserviertheit dem deutschen Offizier gegenüber, behandelt man Fürstenwerth doch höflich. François, ein Bruder Yvonnes, kann seine tiefsitzende Abneigung gegen den Deutschen jedoch kaum verhehlen. Yvonne gibt Fürstenwerth den Anzug ihres anderen, im Krieg gefallenen Bruders. Als der junge Hauptmann das Haus verlässt, sieht er einen Mann vor sich, dem er unlängst schon einmal begegnet ist. Es handelt sich um André, der die örtliche Widerstandsgruppe leitet. André bespricht mit Yvonne, ihrem Vater und François die Situation und bittet Yvonne, den Kontakt zu Fürstenwerth aufrechtzuerhalten, da dieser ihnen möglicherweise noch von Nutzen sein könne. Während Yvonne fortan mit Hauptmann Fürstenwerth flirtet, ahnt dieser nicht, dass er längst zum Spielball der Interessen der französischen Résistance geworden ist.
Währenddessen hat Quade mit seinen Vertrauten eine Entscheidung getroffen, für die wiederum ein Kontakt zum französischen Widerstand durchaus sinnvoll ist. Man will den Alliierten die absurden Verteidigungspläne des OKW zukommen lassen, um deren Änderung im Führerhauptquartier zu erzwingen. Quade weiß von Fürstenwerths Kontakt zu Yvonne und beschließt, seinen Neffen für seinen Plan zu instrumentalisieren. Er drückt diesem eine Mappe mit den Plänen in die Hand, in der Hoffnung, dass er bei nächster Gelegenheit in die Fänge der Résistance gerät. Und so geschieht es. Während Yvonne mit dem uniformierten Fürstenwerth im Park bummeln geht, kopieren François und André die aus der Mappe entwendeten Pläne. Tatsächlich leiten die Männer die Dokumente an ihren britischen Verbindungsmann, CIC Officer Col. Robbins, weiter. Als Fürstenwerth und Yvonne, die sich ineinander zu verlieben beginnen, eines Abends zu ihr nach Hause kommen, warten dort bereits André und François mit gezogenem Revolver. Sie bringen Fürstenwerth in ein Geheimversteck, einen abgelegenen Bauernhof, in dem bereits Robbins auf ihn wartet.
Die gegnerische Seite setzt Fürstenwerth massiv unter Druck, weiteres wichtiges Material zu beschaffen. Da geschieht etwas Unerwartetes. Die deutsche Abwehr hat den geheimen Funkverkehr der Résistance bereits seit geraumer Zeit abgehört und will die Widerstandskämpfer bei einer Razzia hochnehmen. Der Bauernhof wird umstellt, es kommt zu einer Schießerei. Mit einem gezielten Schuss schaltet Fürstenwerth den Suchscheinwerfer seiner eigenen Leute aus und rettet den verwundeten François. Die Dankbarkeit des Briten und der Franzosen hält sich in Grenzen, denn nun drohen sie Fürstenwerth damit, ihn aufgrund dieser Aktion an seine eigenen Leute zu verraten, wenn er dem Widerstand nicht weiter helfen sollte. Quade, von Fürstenwerth unterrichtet, redet seinem Neffen zu, noch einige Tage auszuhalten, dann werde sein Plan schon aufgehen. Er wolle sogar den Lageplan besorgen, den François von ihm, Fürstenwerth, verlangt habe.
Zu Fürstenwerths großem Unglück wird er bereits seit einiger Zeit überwacht und im entscheidenden Moment von zwei SD-Schergen, Biener und Däubele, auf offener Straße verhaftet, als er in einem Café Yvonne gerade die Tasche mit dem Lageplan übergeben will. In seiner Gefängniszelle wartet Fürstenwerth nach endlosen Verhören tapfer auf Entsatz durch seinen Onkel. Doch der kann nicht eingreifen, wenn er seinen übergeordneten Plan nicht vollends ruinieren will. Und so muss General Quade Hauptmann Fürstenwerth opfern, zumal Major Wedekind die Hiobsbotschaft verkündet, dass das Führerhauptquartier die Truppenpläne nur in Nuancen ändern will. In den Morgenstunden wird Hauptmann Fürstenwerth im Gefängnishof erschossen. Yvonne hört nur einige Straßen weiter die Gewehrsalven.

## Produktionsnotizen
Die Außendrehs zu Der Fuchs von Paris fanden in Paris und Versailles statt, die Atelieraufnahmen entstanden im UFA-Atelier von Berlin-Tempelhof. Die Uraufführung war am 14. November 1957.
Die Bauten stammen von Hanns H. Kuhnert und Wilhelm Vorwerg, die Kostüme entwarf Walter Salemann. Für den Ton sorgte Heinz Garbowski. Oberst a. D. Burkhard Hering wurde als militärischer Berater beschäftigt.

## Kritiken
„Von der Gepflogenheit der deutschen Filmindustrie, die jüngere Vergangenheit vorzugsweise in atypischen Histörchen vorzuführen, die der Zuschauer schmerzlos betrachten kann, weicht auch dieser Film des ‚08/15‘-Regisseurs Paul May nicht ab. Ein an Leib und Seele rechtwinkliger Rußlandkrieger (Hardy Krüger) wird nach Paris versetzt, und der Onkel General (Martin Held) braucht ihn in einer Mission auf, mit der die hohen Besatzungsoffiziere törichte Pläne des Führerhauptquartiers zu durchkreuzen hoffen, um laut Drehbuch unnötige Menschenopfer zu vermeiden. Die wackelige Geschichte wird mit dem Hinweis auf ‚Geheimdokumente‘ abgestützt. Drehbuch-Autor Reinecker (‚Canaris‘, Der Stern von Afrika) sorgte immerhin dafür, daß der Krieg verdammt und die deutsch-französische Versöhnung angepeilt wird.“

Paimann’s Filmlisten resümierte: „Eine in Berichtsfilm-Manier gehaltene Handlung, deren beklemmend zeitsichere Aufbereitung Unwahrscheinlichkeiten nicht zu Bewußtsein kommen läßt, ausgesuchte Interpreten sowie echt wirkende Umweltzeichnung besitzt…“

„Gehobener Spionagefilm, nicht immer glaubwürdig, aber mit achtbaren Ansätzen zu einer Hochverratstragödie.“

Das große Personenlexikon des Films nannte Mays Inszenierung ein „pathetisch-feierliche[s] Widerständler-Drama“.

„Schnörkellos und spannend inszeniert.“